# サイモン・ヴィーゼンタール
サー・サイモン・ヴィーゼンタール（Sir Simon Wiesenthal、1908年12月31日 - 2005年9月20日）は、ドイツのナチス政権下時代の戦犯の追及者（ナチ・ハンター）として知られるホロコースト生還者である。
オーストリア人ユダヤ教徒。名はドイツ語風に「ジーモン」とも表記される。サイモン・ウィーゼンタールと表記されることもある。

## 経歴

### 生い立ち
オーストリア・ハンガリー帝国領ガリツィア地方のブチャチに生まれた。当時、彼の名前は Szymon Wiesenthal（シモン・ヴィーゼンタール）と綴られている。地元のルヴフ工科大学への進学を希望したが、ユダヤ人入学枠の制限から入学できず、チェコスロバキアのプラハ工科大学に進んだ。

### 結婚
大学では建築家を志して学び、1936年に妻と結婚した。まもなく1939年3月に反ユダヤ人を唱えるアドルフ・ヒトラー率いるドイツによるチェコスロバキア併合が行われたが、同年に大学を卒業した。

### ホロコースト

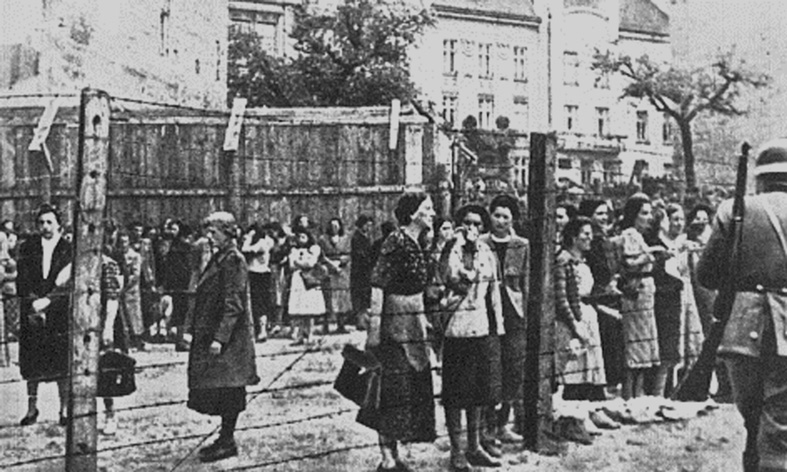
ルヴフ・ゲットー(1942年春)

1939年9月に第二次世界大戦が始まると、オデッサでエンジニアとして働くも、ドイツ政府のユダヤ人迫害政策によって1941年にルヴフ・ゲットーに。その後強制収容所に収容され、鉄道作業員として働かされた。
1942年以降強制収容所でドイツ政府により母を始めとする家族を失った他、ヴィーゼンタールと夫人の親族のうち計89人がホロコーストの犠牲となった。しかし自身と妻は虐殺を逃れ強制収容所を移され、その後1945年5月のアメリカ軍による、マウトハウゼン強制収容所解放まで生き残ることができた。マウトハウゼン強制収容所から解放された際、その体重は41キログラムに減っていた。

### ドイツ人戦犯の追跡
マウトハウゼン強制収容所から解放された3週間後、ヴィーゼンタールは逃亡し姿を隠した看守とゲシュタポのメンバーを逮捕すべく行動を開始した。1945年7月にマウトハウゼン強制収容所がソビエト連邦による占領下に置かれたため、本拠地をリンツに置きアメリカ軍の戦犯調査室とともに調査を始める。
1950年代に入りヨーロッパにおける戦争裁判が落ち着きを見せると、1954年に一旦ヴィーゼンタールの資料もイスラエルに置かれるが、ウィーンに本拠を置くユダヤ人迫害記録センターは、西ドイツやオーストリアのみならず、アルゼンチンやブラジル、チリやボリビアなどの南アメリカ諸国や、エジプトやシリアなどの中東諸国、そしてそれらを仲介するスペインやポルトガル、イタリアやバチカンを中心に、世界中に逃亡したナチス政権下のドイツ人犯罪者の捜索に動き出した。
ナチス政権下のドイツ人犯罪者は、戦時中よりドイツに協力的で、そしてその後も反共主義という共通点のあったバチカンやフランシスコ会、スペインの反共政権、そしてドイツの元軍人のみならず、現役の西ドイツの政治家や官僚などの協力の下で南アメリカやアラブ諸国に逃亡していた。
しかしヴィーゼンタールはその行動力と情報網を駆使し、多くのナチス政権下のドイツ人犯罪者の逮捕に関与した。その中にはアンネ・フランクを強制収容所に送り込んだゲシュタポ隊員であったものの、戦後はオーストリアの警察に復職していたカール・ヨーゼフ・ジルバーバウアー、ソビボル強制収容所の看守でブラジルに逃亡していたグスタフ・ワーグナーなどが含まれる。
ドイツ人科学者を雇いミサイルを作るエジプト、イタリアを中心とした反共政治家や軍人、マフィアなどからなる組織である「ロッジP2」など、冷戦下において数多くの妨害を受けながらも、マルティン・ボルマンやヨーゼフ・メンゲレなどの大物戦犯を追い続けた。

### アイヒマン逮捕

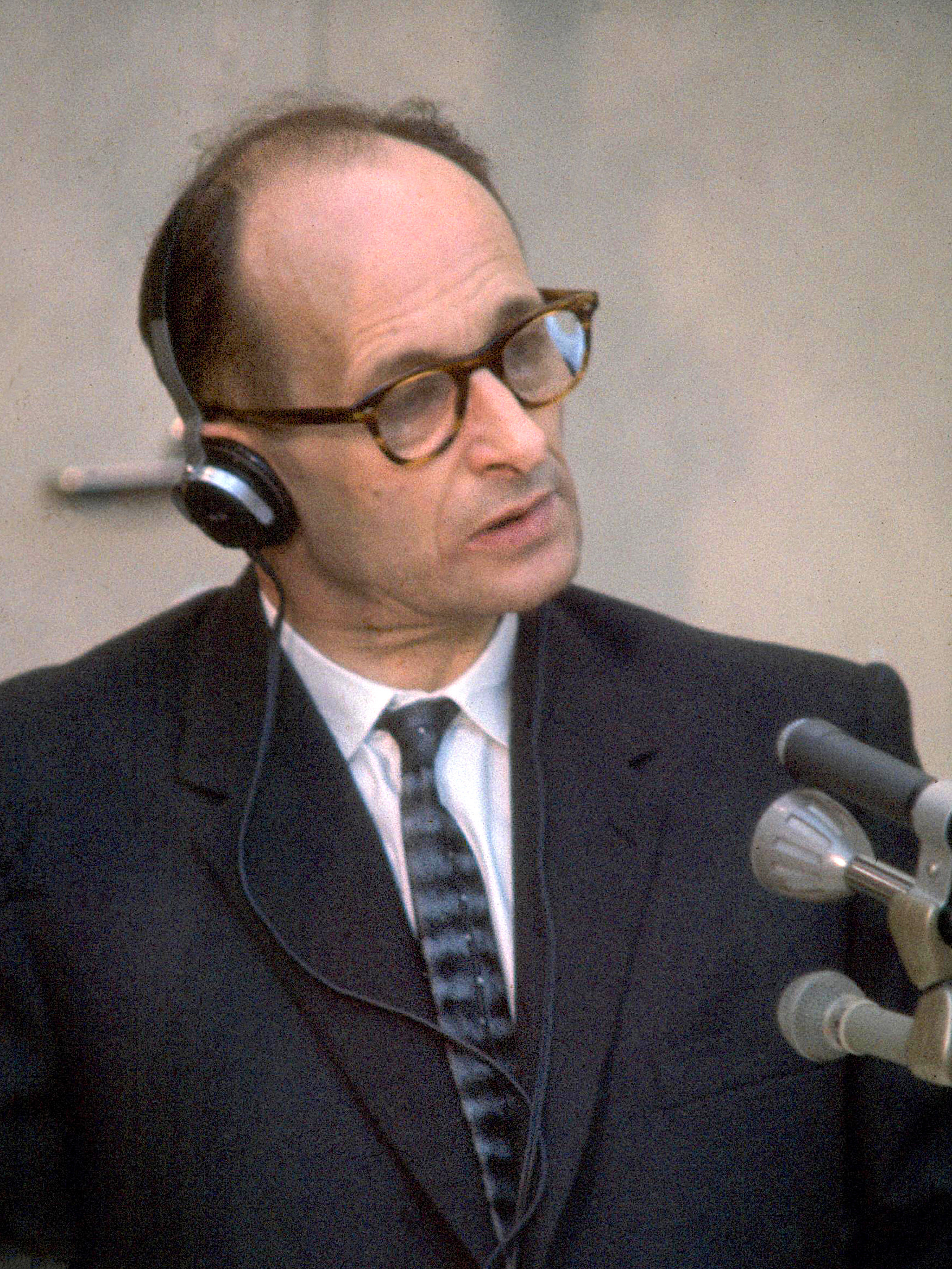
裁判時のアイヒマン

死亡したと思われていたアドルフ・アイヒマンが、1950年代にブエノスアイレスで姿を確認されたと西ドイツの検事のフリッツ・バウアーが確認したが、西ドイツ政府はこの情報を否定。そこでバウアーはヴィーゼンタールに情報を提供するとともに捜査を依頼した。
のちにヴィーゼンタールがアイヒマンの写真を入手してイスラエル諜報特務庁に情報提供し、1960年5月にアルゼンチンに偽名を使って潜伏中のアイヒマンの逮捕に貢献した。
ヴィーゼンタールは1970年代にオーストリアでブルーノ・クライスキーが内閣を組閣する際、数人の大臣が過去にナチス党員だったことを指摘した。これに対してクライスキーは、自身がユダヤ人だったため、ヴィーゼンタールを「身内の悪口を言う人」として非難した。

### サイモン・ウィーゼンタール・センター

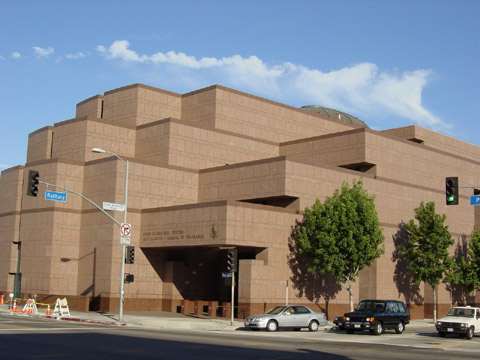
寛容博物館

1977年にアメリカ合衆国のカリフォルニア州ロサンゼルスに『寛容博物館」が設立された。これは「ホロコーストの記憶を風化させないための施設」とされている。
この博物館の運営団体としてマーヴィン・ハイヤーによって設立された組織は、世界のユダヤ人の人権を守る運動を行う組織としても活動している。この組織はウィーゼンタールを顕彰して、「サイモン・ウィーゼンタール・センター」と名付けられた。ヴィーゼンタールは命名料などの支払を受けたが、組織の運営などにはほとんど関与できなかった。
1986年にウィーゼンタールはノーベル平和賞の候補に挙がるも受賞は逃した。しかし、1992年にエラスムス賞を受賞している。

### 引退
2003年4月にヴィーゼンタールは引退を発表した。『私は生き残った全ての犯罪者を見つけだした。もし生き残っている者がいれば、彼らは年を取りすぎて今裁判を受けることは出来ないだろう。私の仕事は終わった』と語った。ヴィーゼンタールによれば、当時まだ生きているとされていたただ1人のオーストリア人戦犯はアイヒマンの片腕だったアロイス・ブルンナー（1912年生まれ）で、シリアに潜伏していると言われていたが、2018年現在既に死亡したとみられている。

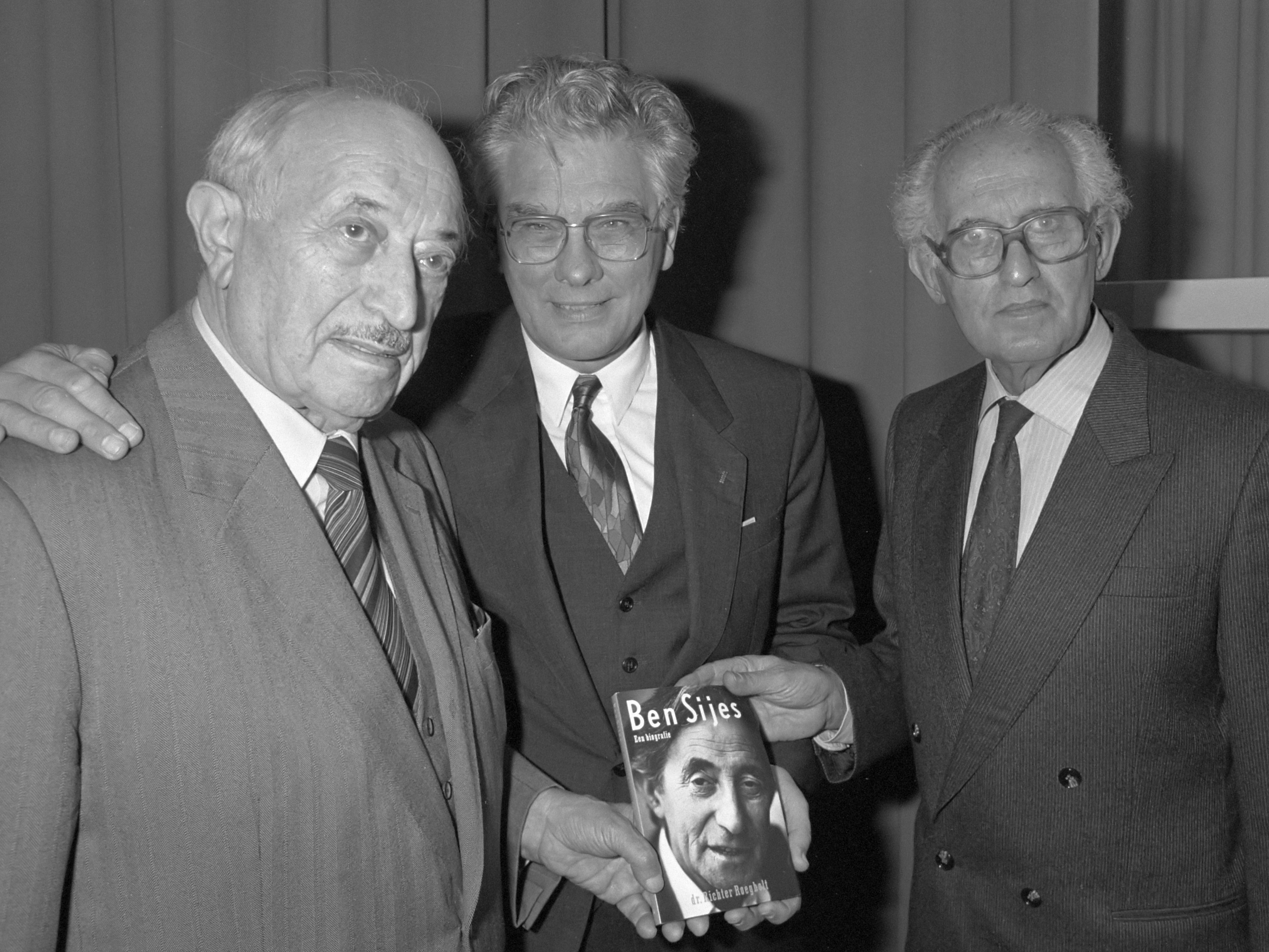
左からサイモン・ヴィーゼンタール、リヒター・レーグホルト、ロエ・デ・ヨング。(1988年)

ヴィーゼンタールの引退後の2004年2月に、イギリス政府は「人間性のための一生の奉仕」に対してという名目で、ヴィーゼンタールのこれまでの活動を称えてナイトの称号を与えることを決定した。フランス政府からはレジオンドヌール勲章を贈られている。

### 死去
2005年にヴィーゼンタールはウィーンの自宅で老衰で死去した。96歳であった。生涯で約1100人のドイツを中心としたナチス党員の犯罪者やドイツ軍の戦犯の逮捕に貢献したといわれている。ヴィーゼンタールの訃報を聞いたイスラエルのモシェ・カツァブ大統領は、ヴィーゼンタールを「この世代の最も偉大な闘士」と呼んで称えた。

## 語録
「もし異端審問時代のスペインにナチスの宣伝技術があったら、ユダヤ人は1人として生き残れなかったろう。」

## 小説・映像作品
- フレデリック・フォーサイスの小説『オデッサ・ファイル』（1972年）でドイツ人ジャーナリストに情報を与える役として実名で登場している。映画版（1974年）ではシュミュエル・ロデンスキーによって演じられている。
- アイラ・レヴィンの小説『ブラジルから来た少年』（1976年）の登場人物のヤコフ・リーベルマンは、ヴィーゼンタールがモデルとされている。映画版『ブラジルから来た少年』（1978年）ではローレンス・オリヴィエによって演じられている。
- 1989年、ブライアン・ギブソンが監督したテレビ映画『Murderers Among Us: The Simon Wiesenthal Story』が放映。ベン・キングズレーによって演じられている。
- 2020年、Amazon Prime Video『ナチ・ハンターズ』が放映。ヴィーゼンタールは第8話で登場する。ジャド・ハーシュによって演じられている。

## 著作
- 『殺人者はそこにいる』中島博訳、朝日新聞社、1968年
- 『希望の帆 コロンブスの夢、ユダヤ人の夢』徳永恂・宮田敦子訳、新曜社、1992年
- 『ナチ犯罪人を追う Ｓ・ヴィーゼンタール回顧録』下村由一・山本達夫訳、時事通信社、1998年
- 『ひまわり ユダヤ人にホロコーストが赦せるか』松宮克昌訳、原書房、2009年